# Lysiopetalum inerme
Lysiopetalum inerme är en mångfotingart som beskrevs av Berlese 1884. Lysiopetalum inerme ingår i släktet Lysiopetalum och familjen Callipodidae. Inga underarter finns listade i Catalogue of Life.